# ナショナル・ボード・オブ・レビュー賞 (2005年)
第77回ナショナル・ボード・オブ・レビュー賞は2005年の映画を対象とした賞であり、2005年12月12日に発表され、2006年1月10日に授賞式が行われた。

## 受賞一覧
- 作品賞 - グッドナイト&グッドラック

（トップ10）
- グッドナイト&グッドラック

（以下アルファベット順）
- ブロークバック・マウンテン
- カポーティ
- クラッシュ
- ヒストリー・オブ・バイオレンス
- マッチポイント
- SAYURI
- ミュンヘン
- シリアナ
- ウォーク・ザ・ライン/君につづく道

- 外国語映画賞 - パラダイス・ナウ （パレスチナ）

（トップ5）
- パラダイス・ナウ

（以下アルファベット順）
- 小さな中国のお針子
- ヒトラー 最期の12日間
- 2046
- Walk on Water

- ドキュメンタリー映画賞 - 皇帝ペンギン

（トップ5）
- 皇帝ペンギン

（以下アルファベット順）
- バレエ・リュス 踊る歓び、生きる歓び
- グリズリーマン
- ステップ!ステップ!ステップ!
- マーダーボール

- 主演男優賞 - フィリップ・シーモア・ホフマン （カポーティ）
- 主演女優賞 - フェリシティ・ハフマン （トランスアメリカ）
- 助演男優賞 - ジェイク・ギレンホール （ブロークバック・マウンテン）
- 助演女優賞 - コン・リー （SAYURI）
- アンサンブル演技賞 - ヘンダーソン夫人の贈り物
- ブレイクスルー男優賞 - テレンス・ハワード （クラッシュ、ゲット・リッチ・オア・ダイ・トライン、ハッスル&フロウ）
- ブレイクスルー女優賞 - クオリアンカ・キルヒャー （ニュー・ワールド）
- 監督賞 - アン・リー （ブロークバック・マウンテン）
- 新人監督賞 - ジュリアン・フェロウズ （孤独な嘘）
- 脚本賞 - ノア・バームバック （イカとクジラ）
- 脚色賞 - スティーブン・ギャガン （シリアナ）
- アニメーション映画賞 - ティム・バートンのコープスブライド
- テレビ映画/ミニシリーズ賞 （ケーブルテレビ作品） - ラッカワナ・ブルース 街角の女神
- 功労賞 - ジェーン・フォンダ
- ビリー・ワイルダー賞 （優秀な演出に対して） - デヴィッド・クローネンバーグ
- 功労賞（作曲） - ハワード・ショア
- 視覚効果賞 - キング・コング
- ウィリアム・K・エヴァーソン賞 （映画史に対して） - ジョージ・フェルテンスタイン
- 年間製作者賞 - ソウル・ゼインツ
- 表現の自由賞
  - イノセント・ボイス/12歳の戦場
  - The Untold Story of Emmett Louis Till
- 映画製作における特別業績賞 （アルファベット順）
  - プルートで朝食を
  - Cape of Good Hope
  - The Dying Gaul
  - 僕の大事なコレクション
  - ハッスル&フロウ
  - Junebug
  - レイヤー・ケーキ
  - ロード・オブ・ウォー
  - 美しい人
  - ピーター・フォークの47年目のプロポーズ
  - ママが泣いた日